# Verné Lescheová
Verné Lescheová (11. října 1917 Helsinky – 21. dubna 2002 Kongsberg), provdaná Vanbergová, byla finská rychlobruslařka.
Zúčastnila se již neoficiálního Mistrovství světa 1934, zde skončila na druhém místě. V prvním oficiálním ročníku světového šampionátu v roce 1936 získala stříbrnou medaili, další cenné kovy přidala v následujících letech, přičemž vyhrála mistrovství světa v letech 1939 a 1947 (poslední předválečné a první poválečné). Roku 1948 byla šestá, v roce 1949 pátá. Na finských šampionátech získala mezi lety 1933 a 1949 celkem 13 medailí, z toho 12 zlatých.